# Fedora (distribució Linux)
Fedora (Fedora Core fins a la versió 6) és una distribució de GNU/Linux basada en un sistema de paquets RPM, desenvolupada per la comunitat Fedora que és patrocinada per l'empresa RedHat. El nom Fedora deriva del nom donat en anglès al barret borsalino, utilitzat al logo de RedHat. A partir de la versió 9 de RedHat el projecte es va bifurcar en dos: RedHat Enterprise va esdevenir un producte comercial, que s'obté per subscripció i utilitza versions estables de les aplicacions; mentre que Fedora representa la branca no comercial, incorporant les darreres versions i la darrera tecnologia, mantenint les versions gratuïtes. Eventualment, els dos projectes es beneficien mútuament.
Durant les seves primeres 6 versions es va anomenar Fedora Core, a causa que solament incloïa els paquets més importants del sistema operatiu. Des de Fedora 7, els repositoris Core i Extres han estat fusionats, des que la distribució va abandonar el terme Core del seu nom.
Pel nom Fedora Core es coneix el nucli d'aplicacions base, a les quals cal afegir les aplicacions extres, que es mantenen en repositoris.
El projecte no busca només incloure programari lliure i de codi obert, sinó ser el líder en aquest àmbit tecnològic. Alguna cosa que cal destacar és que els desenvolupadors de Fedora prefereixen fer canvis en les fonts originals en lloc d'aplicar els pegats específics en la seva distribució, d'aquesta forma s'assegura que les actualitzacions estiguin disponibles per a totes les variants de GNU/Linux. Max Spevack en una entrevista va afirmar que: "Parlar de Fedora és parlar del ràpid progrés del programari lliure i de Codi Obert."

## Història
El Projecte Fedora va ser creat a la fi del 2003 quan Red Hat Linux va ser discontinuat. Red Hat Enterprise Linux (RHEL) continuaria sent la distribució Linux oficialment suportada per Red Hat, mentre que Fedora seria un projecte comunitari. La branca d'alliberaments de RHEL deriven de les versions de Fedora.
El nom de Fedora deriva de Fedora Linux, un projecte creat per voluntaris que proveïa programari addicional a la distribució Red Hat Linux, i del característic barret Fedora usat en el logotip de la distribució comercial. Fedora Linux va ser finalment absorbit en el Projecte Fedora. Fedora és una marca registrada de Red Hat, encara que això ha estat prèviament disputat pels creadors del projecte de repositoris Fedora, el problema ha estat resolt.

## Característiques

### Distribució

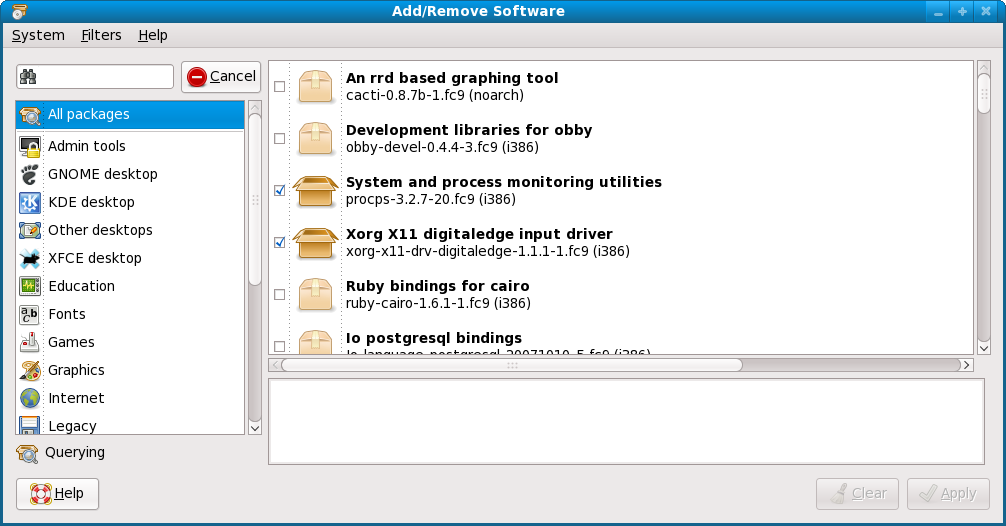
PackageKit, administrador de paquets per defecte en Fedora.

El Projecte Fedora es distribueix en moltes formes diferents:
- Fedora DVD - un DVD amb tots els paquets disponibles;
- Mitjans Vius (Live CDs) - imatges de CD o DVD que també poden ser instal·lats en unitats USB;
- Imatge de CD o USB - usat per ser instal·lat sobre HTTP, FTP o NFS;[10]
- Imatge de rescat en CD o USB - usat si alguna part del sistema ha fallat i requereix ser reparat. També permet instal·lacions des d'Internet.

També es distribueixen variants personalitzades de Fedora, les quals són anomenades Fedora spins. Aquestes són construïdes d'un set de paquets de programari específic i tenen una combinació de programari per satisfer les necessitats d'un usuari final determinat. Els Fedora spins són desenvolupats per diferents grups especials de Fedora. Per a descàrregues i informació consultar el lloc web Fedora Spins.
Yum és l'administrador de paquets del sistema. Les interfícies gràfiques, com el pirut i el pup, són proveïts de la mateixa forma que el puplet, els quals ofereixen notificacions visuals en el panell quan les actualitzacions estan disponibles. apt-rpm és una alternativa a yum, i pot ser més familiar per a persones que hagin usat anteriorment distribucions com Ubuntu o Debian, on apt-get és l'administrador de paquets predeterminat. Addicionalment, repositoris extra poden ser agregats al sistema i d'aquesta forma paquets que no estan disponibles en Fedora poden ser instal·lats.

### Repositoris
En les primeres 6 versions hi havia dos repositoris principals: El Fedora Core i el Fedora Extres. Fedora Core contenia tots els paquets bàsics que eren requerits pel sistema operatiu, així com uns altres que eren distribuïts amb els CDs o DVDs de la instal·lació. Fedora Extres, el repositori secundari que estava inclòs en Fedora Core 3 era mantingut per la comunitat i no estava inclòs en els discos d'instal·lació. En aquest llavors els repositoris eren:
- Core[15] en el qual es troben els paquets essencials.
- Extres:[16] en el qual es troben els paquets més utilitzats o demandats.
- Updates:[17] en el qual es troben les actualitzacions periòdiques.

Abans que Fedora 7 anés alliberada, hi havia un quart repositori anomenat Fedora Legacy, el qual era mantingut per la comunitat i el seu objectiu era estendre el cicle de vida de versions anteriors de Fedora o Red Hat que hagin estat deixades de ser suportades oficialment. Fedora Legacy va deixar d'existir en desembre de 2006.
Actualment, Fedora recomana (o utilitza) únicament aquells repositoris que disposen de paquets de programari lliure, o codi obert, sense problemes de patents. Exemples de paquets problemàtics pel que fa a patents són determinats códecs d'àudio, mòduls NTFS o drivers de ATI i NVIDIA.
Juntament amb els repositoris fonamentals indicats amb anterioritat, alguns dels repositoris més utilitzats són Atrpms, Livna, FreshRPM, Dag, i Dries.
En el repositori de Livna es troben aquells paquets que, encara sent legals, únicament poden ser descarregats per l'usuari final, com códecs para MP3 i altres formats. La resta dels repositoris indicats no classifica els paquets segons la seva llicència, sinó segons la seva funcionalitat. Així mateix, existeix la possibilitat d'incompatibilitats entre repositoris, especialment entre Livna i Atrpm, hagut de principalment al fet que empren diferents opcions de compilació i per això les dependències poden arribar a ser diferents.
L'eina habitual, en Fedora, per interaccionar amb els repositoris a través de línia de comandos es denomina Yum; així mateix existeix un entorn gràfic Yum denominat Pirut (per a tasques d'instal·lació i eliminació de paquets) i Pup (per a tasques d'actualització de paquets). Yum posseeix un front-end anomenat Yumex.

### Seguretat
SELinux ("Security-Enhanced Linux") es destaca entre les característiques de seguretat de Fedora, ja que implementa una gran varietat de polítiques de seguretat, incloent-hi control d'accés obligatori (MAC "Mandatory Access Control"), a través dels Mòduls de Seguretat de Linux que estan en el nucli Linux del sistema.
La distribució està liderant les distribucions que incorporen SELinux, havent-ho introduït en Fedora Core 2. No obstant això ho va desactivar com a element predeterminat, ja que alterava radicalment la forma en què el sistema operatiu funcionava. Posteriorment va ser activat per defecte en Fedora Core 3 introduint una política menys estricta. Fedora també té mètodes propis per prevenir la sobrecàrrega del buffer i la utilització de rootkits. La verificació del buffer en temps de compilació, «Exec Shield» i restriccions en com la memòria del nucli en /dev/mem pot ser accedida ajuden a prevenir això.

## Llançaments

### Els primers quatre «cores»

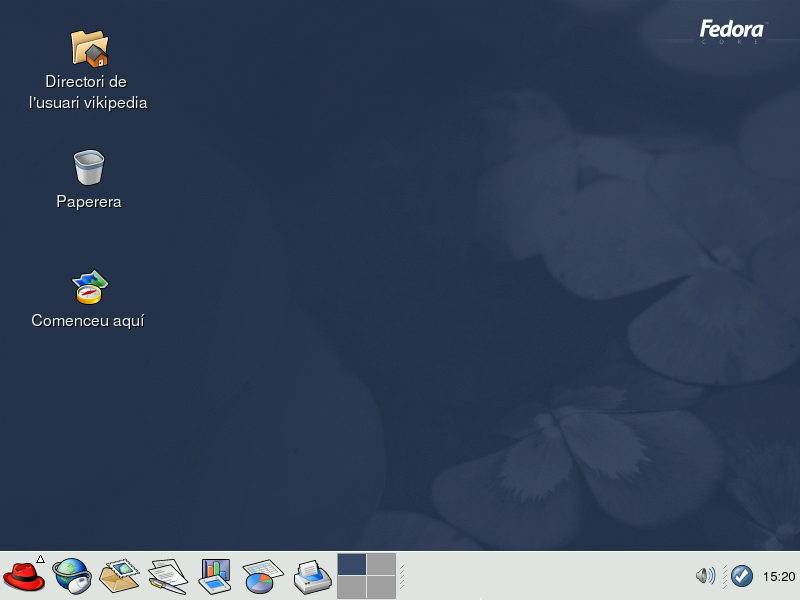
Fedora Core 1.

- Fedora Core 1 va ser la primera versió de Fedora, la qual va ser publicada el 6 de novembre de 2003.[30] El seu criptònim va ser «Yarrow». Es va basar en Red Hat Linux 9 i va incorporar la versió 2.4.19 del kernel de Linux, el GNOME 2.4.0-1 i el KDE 3.1.4-6.[29]

- Fedora Core 2 va ser publicada el 18 de maig de 2004 i el seu nom en clau va ser «Tettnang».[31] Incloïa la versió 2.6 del kernel Linux, GNOME 2.6, KDE 3.2.2, i SELinux[31] (que va ser desactivat per defecte a causa que alterava radicalment la forma en què el sistema funcionava).[27] XFree86 va ser reemplaçada pel nou X.org, un alliberament emergent a la versió oficial X11R6, el qual incloïa addicionalment un nombre d'actualitzacions de Xrender, Xft, Xcursor, llibreries de Fontconfig i altres millores significatives.[27]

- Fedora Core 3 va ser publicada el 8 de novembre de 2004 i el seu nom en clau va ser «Heidelberg».[32] Aquesta va ser la primera versió que va incloure el navegador web Mozilla Firefox, així com suporti per a idiomes índicos.[32] Va reemplaçar a LILO per GRUB.[32] SELinux va ser activat per defecte, però amb una nova política, la qual incloïa menys restriccions que les que s'incloïen en Fedora Core 2.[32] Fedora Core 3 incloïa la versió 2.6 del kernel Linux, GNOME 2.8 i KDE 3.3.0.[32] Fedora Core 3 va ser a més la primera distribució a incloure el nou repositori Fedora Extres.[28]

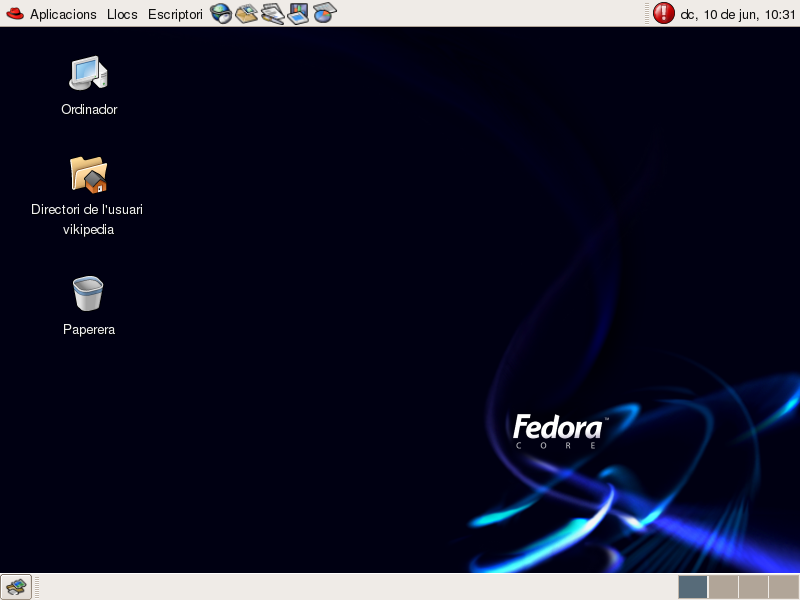
Fedora Core 4 amb GNOME amb el tema Bluecurve

- Fedora Core 4 va ser publicada el 13 de juny de 2005, amb el nom en clau de «Stentz».[33] Incloïa la versió 2.6.11 del kernel Linux,[33] KDE 3.4 i GNOME 2.1O.[34] Aquesta versió va introduir el tema Clearlooks, el qual estava inspirat pel tema Red Hat Bluecurve.[34] A més incloïa l'última versió de la suite d'oficina, OpenOffice.org 2.0, així com Xen, un marc lliure i d'alt rendiment per a virtualització.[34] Finalment es va introduir suport per als processadors PowerPC (aquells que en el seu moment van ser utilitzats pels computadors d'Apple) i més de 80 noves polítiques per a SELinux.[34]

Cap d'aquestes versions estan mantingudes pel Projecte Fedora.

### Els dos últims nuclis
Els dos últims nuclis van introduir un treball d'art que els definia. En Fedora Core 5 eren bombolles i en Fedora Core 6 va ser l'ADN. Aquest llegat ha estat continuat en les següents versions.
- Fedora Core 5 va ser publicada el 20 de març de 2006 amb el nom en clau «Bordeaux», i va introduir el treball d'art Bubbles.[36] Va ser la primera versió a incloure Mico i diverses eines construïdes amb aquesta tecnologia com Beagle, F-Espot i Tomboy.[36] També va introduir una eina d'administració de paquets com pup i pirut. No compta amb suport del Projecte Fedora.[35]

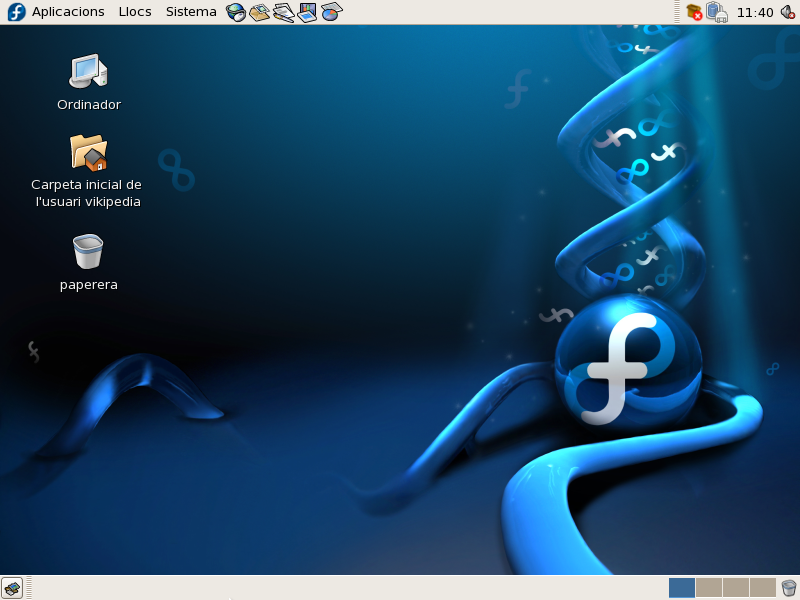
Fedora Core 6 amb el tema DNA

- Fedora Core 6 va ser publicada el 24 d'octubre de 2006 i el seu criptònim va ser «Zod».[37] Aquest alliberament va introduir el treball d'art DNA, reemplaçant el Bubbles de Fedora Core 5.[38] El criptònim deriva de l'infame vilà, General Zod, que fa part de la saga de Superman.[39] Incloïa suport per Compiz, un administrador de finestres pel X Window System i el AIGLX.[38] Firefox 1.5 era el seu navegador web predeterminat i Smolt, una eina que permetia als usuaris informar els desenvolupadors el maquinari que usaven. D'acord amb el Projecte Fedora, hi ha al voltant de tres milions d'usuaris de Fedora Core 6.[40] Des de 7 de desembre de 2007, aquest alliberament no compta amb suport del Projecte Fedora.[41][35]

### Fedora 7

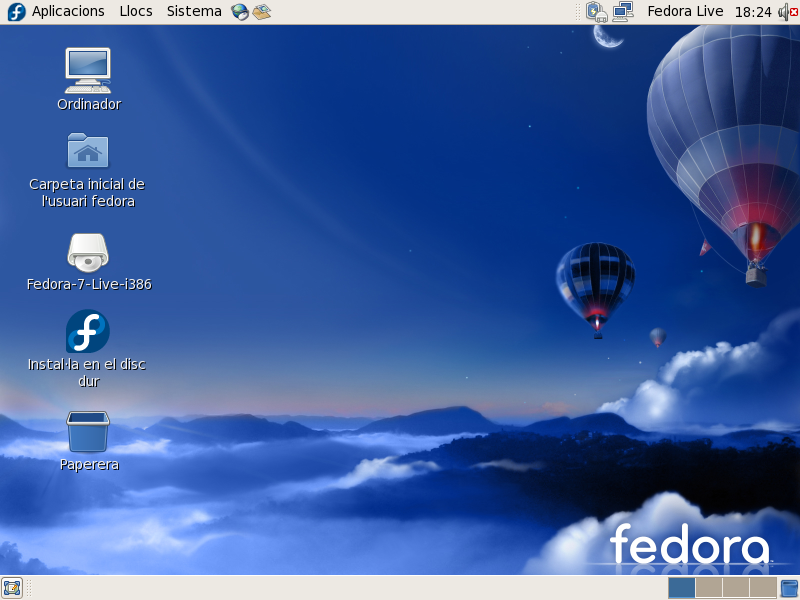
Fedora 7 amb el tema Flying High.

Fedora 7 va ser publicada el 31 de maig de 2007 i el seu nom en clau va ser «Moonshine». La diferència més gran entre Fedora Core 6 i Fedora 7 va ser la fusió dels repositoris Core i Extres i el nou sistema per administrar aquests paquets. Aquesta versió utilitza enterament noves eines de construcció que permeten a l'usuari crear distribucions de Fedora personalitzades que també poden incloure programari de tercers.
Hi ha tres spins oficials disponibles per Fedora 7:
- Live - dos CDs Vius (un per GNOME i un per KDE)
- Fedora - un DVD que inclou la gran majoria de paquets disponibles;
- Everything - simplement un arbre d'instal·lació per ser usat per a instal·lacions mitjançant Internet i Yum.

Aquesta versió inclou GNOME 2.18 i KDE 3.5.6, amb un tema anomenat Flying High, i Firefox 2.0. L'intercanvi entre diferents comptes d'usuari està disponible per primera vegada, integrat i actiu per defecte. També, hi havia un nombre d'actualitzacions a SELinux, incloent-hi una eina per a la correcció de notificacions de seguretat. L'eina system-config-selinux s'inclou i la seva funció és personalitzar el SELinux. Fedora 7 actualment compta amb suport per part del Projecte Fedora.

### Fedora 8

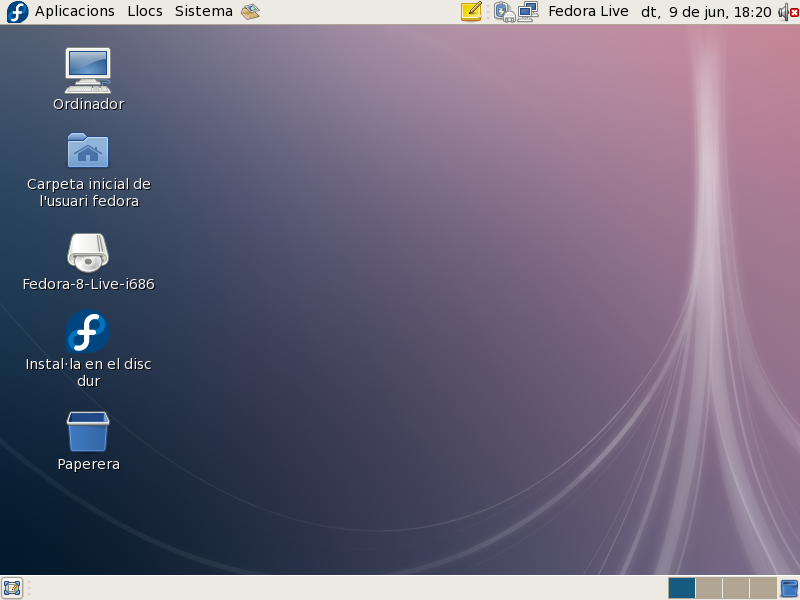
Fedora 8 amb el tema Infinity.

Fedora 8 va ser publicada el 8 de novembre de 2007 i el seu nom en clau va ser «Werewolf».
Algunes de les noves característiques i actualitzacions en Fedora 8 inclouen:
- PulseAudio - un dimoni de so que li permet a l'usuari controlar l'àudio en diferents aplicacions. Fedora és la primera distribució a tenir-ho activat per defecte.[45]

- system-config-firewall - una nova eina per configurar el tallafoc del sistema que reemplaça al system-config-securitylevel inclòs en versions anteriors.

- CodecBuddy - una eina que guia a l'usuari pel que fa als codecs. Pot opcionalment instal·lar codecs multimèdia si l'usuari ho sol·licita.

- IcedTea - un projecte que intenta portar el OpenJDK a Fedora mitjançant el reemplaçament de codi.

- NetworkManager - connexions més ràpides i fiables; seguretat millorada; visualització més clara de xarxes sense fils; millor integració amb el D-Bus.

- Millor suport a computadors portàtils - millores en el kernel per reduir la càrrega en la bateria, desactivant les tasques del cronòmetre en el rerefons quan funciona amb la bateria i controladors addicionals per a encaminadors sense fils. A més inclou un nou treball d'art anomenat Infinity, i un nou tema d'escriptori denominat Nodoka. Una característica única d'aquest tema és que pot canviar el fons de pantalla durant el dia per reflectir el temps del dia.[45]

### Fedora 9

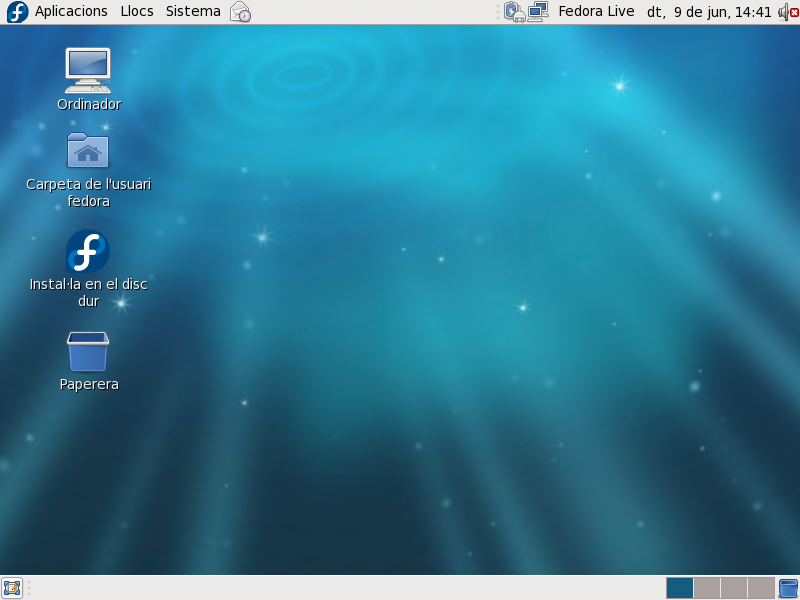
Fedora 9 amb el tema Waves.

Fedora 9 va ser publicada el 13 de maig de 2008 i el seu criptònim va ser «Sulphur». Algunes característiques noves que inclou aquesta versió són:
- GNOME 2.22
- KDE 4 s'inclou i és la interfície per defecte com a part de KDE spin;
- OpenJDK 6 reemplaça a IcedTea;[48]
- Suport de ext4;
- S'inclou PackageKit com Front-end para YUM, reemplaçant al gestor de paquets per defecte (Pirut).
- Fast X permet que X passada de l'execució a estar llest per acceptar clients en un segon.
- Moltes millores en l'instal·lador Anaconda. Entre aquestes característiques, ara suporta redimensionar els sistemes de fitxers ext2, ext3 i NTFS i pot crear i instal·lar Fedora en sistemes de fitxers xifrats.
- També s'inclou Mozilla Firefox 3 en aquesta edició.

A més inclou un nou tema d'art anomenat Waves, el qual com Infinity en Fedora 8, canvia el fons de pantalla al llarg del dia depenent del temps.

### Fedora 10

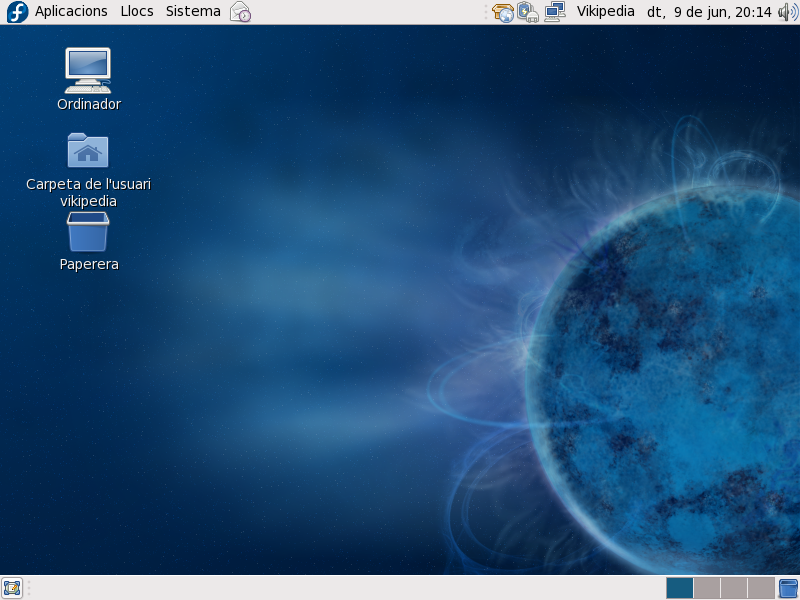
Fedora 10 amb el tema Solar.

Fedora 10 va ser publicada el 25 de novembre de 2008 i el seu nom en codi va ser «Cambridge». Algunes de les seves característiques són:
- Nou tema anomenat "Solar".
- Nou instal·lador de paquets similar al de Linux Mint.
- Arrencada més ràpida usant Plymouth (en comptes de l'usat en anteriors versions).
- Millor suport per webcams.
- GNOME 2.24
- KDE 4.1.2
- Inclusió de l'entorn Sugar.
- Suporta el sistema de fitxers Ext4.
- RPM 4.6
- NetBeans 6.1

### Fedora 11

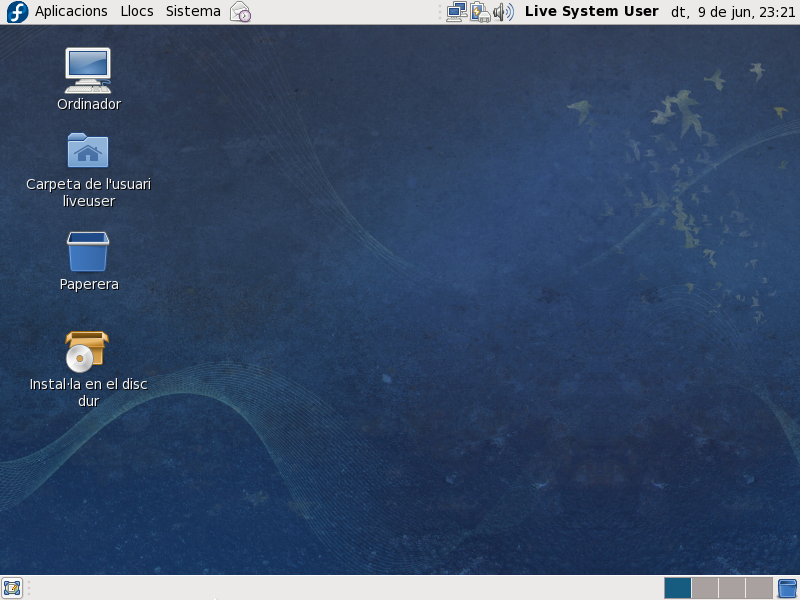
Fedora 11 amb el tema d'aus.

Fedora 11, el nom del qual en codi és «Leonidas», és l'última versió estable, publicada el 9 de juny de 2009.
Algunes de les noves característiques i actualitzacions incloses en aquesta versió són:
- Kernel 2.6.29.4
- GNOME 2.26
- KDE 4.2.2
- L'arrencada de sistema triga aproximadament 20 segons en total (des que s'encén la computadora fins al desplegament de l'entrada d'usuari). També s'han inclòs millores en el temps d'apagat de sistema.
- Suport d'autenticació usant sensors d'empremta dactilar.
- VolumeControl, un nou control de volum de so.
- Nouveau és ara el controlador per defecte per a gràfics NVIDIA.
- Inclusió de Kernel ModeSetting para Intel, ATI i NVIDIA ajudant a accelerar l'arrencada gràfica.
- Yum inclou el nou plugin Prest amb suport per deltarpm.
- Instal·lació de fonts integrada en PackageKit.
- IBus, un nou sistema de mètode d'entrada.
- El sistema de fitxers Ext4 està habilitat per defecte.
- GCC 4.4
- MinGW, un compilador creuat per a desenvolupaments mixts.
- OpenOffice.org 3.1
- Firefox 3.5, Thunderbird 2, Xserver 1.6, RPM 4.7 i Python 2.6

### Fedora 12

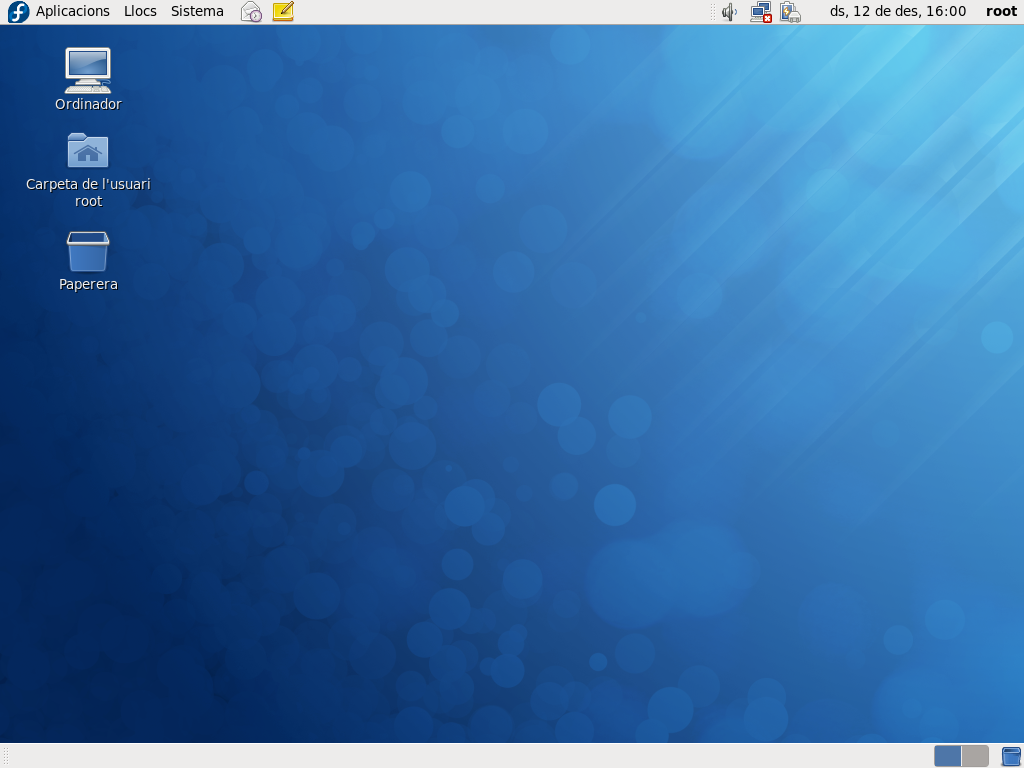
Fedora 12.

Fedora 12, anunciada el 25 d'agost de 2009, és l'última versió de proves de Fedora, la qual consisteix en diverses millores respecte a Fedora 11. S'agrega major suport per webcams i Empathy és l'aplicació de missatgeria instantània per defecte. Els entorns d'escriptori inclosos són GNOME 2.27.90 beta (apuntant a GNOME 2.28 per a la versió final) i KDE 4.3. Al programari de desenvolupament són incloses les versions de NetBeans 6.7 i Eclipse 3.5.
També s'inclou una actualització de Grub amb suport per al sistema d'arxius Ext4, això a causa que Fedora 11, malgrat incloure aquest sistema d'arxius per defecte, no té suport natiu per a ell en el gestor d'arrencada creant-se una petita partició en Ext2 o Ext3 al moment d'instal·lar el sistema per així poder utilitzar una partició amb format Ext4.

### Fedora 13

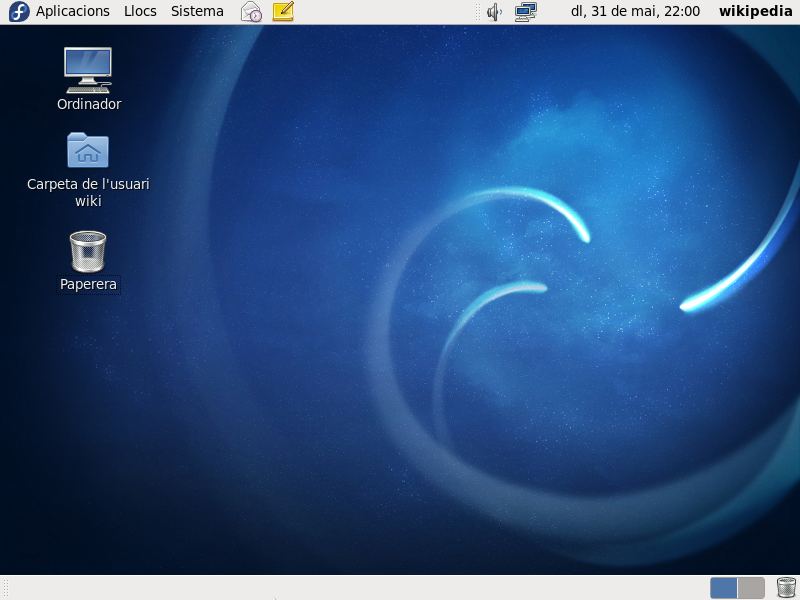
Fedora 13.

El Març del 2010, es va anunciar el llançament de la versió alpha de Fedora 13, anomenada Goddard.
Característiques:
- Kernel 2.6.33
- Millores en l'administració dels paquetes. S'integra RPM 4.8 Beta 1 que repercuteix molt notablement en el rendiment i també s'inclouen millores en packagekit.
- Millores en l'arrancada del sistema. Upstart es va actualitzar a la versió 0.6, aquesta versió va resoldre alguns problemes i en va millorar el rendiment.
- Canvis en l'instal·lador (Anaconda). De forma predeterminada es munta el directori /home en una partició separada, i /boot passa a tenir una mida de 500 MB (abans era de 200 MB).
- S'afegeix la versió actualitzada de Firefox 3.6.1.
- Es millora la compatibilitat amb càmeres web. Concretament aquelles que poden funcionar en diversos modes.
- NetworkManager. Es crea la interfície per línia d'ordres (CLI) per a networkmanager que permet visualitzar la intensitat del senyal i també permet conèixer l'estat de les bandes amples mòbils (GPRS/EDGE/UMTS/HSPA o 1x/EVDO, etcètera). També s'integra la compatibilitat per a connexions a mòdems a través de la interfície Bluetooth mitjançant DUN.
- Suport per a l'acceleració 3D per a les targetes de nvidia amb el controlador nouveau, de codi lliure.
- KDE 4.4. Se substitueix nw-applet amb knetwork-manager.

### Fedora 14

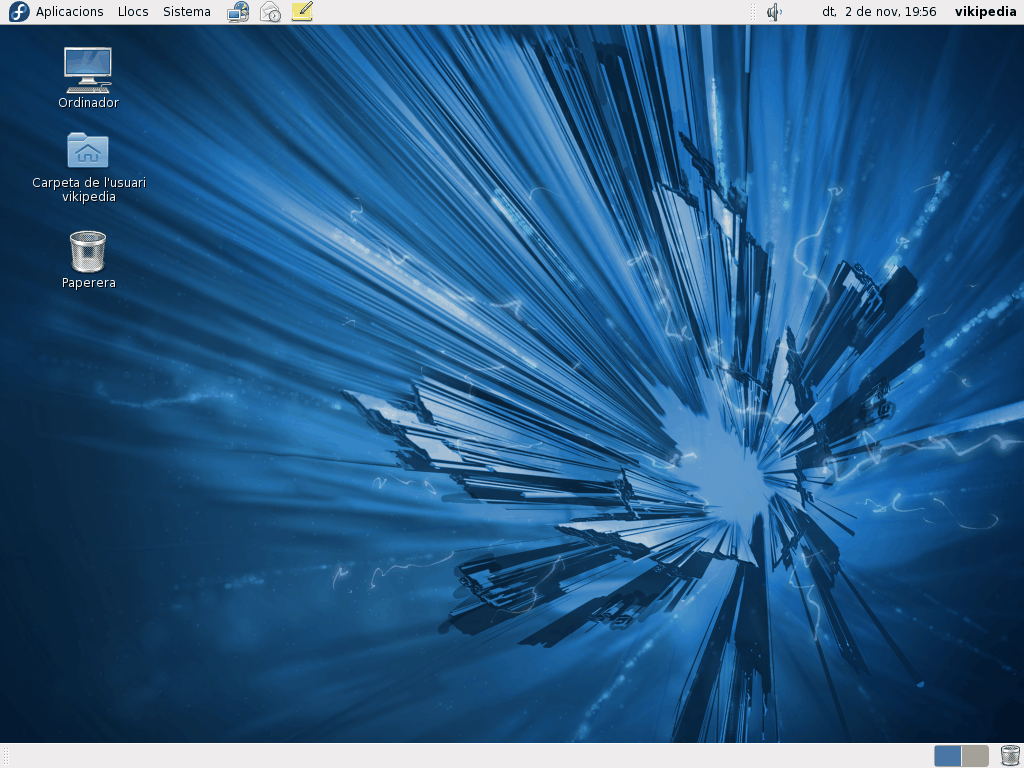
Fedora 14.

Fedora 14, anomenada "Laughlin", va ser llançada el 2 de novembre de 2010
Característiques:
- Actualització de Boost a la versió 1.44
- Compilador D (LDC) i la biblioteca de D temps d'execució estàndard (Tango)
- Alliberament simultani de Fedora 14 al núvol d'Amazon EC2
- Actualització de la pila de Fedora Eclipse a la versió Helios
- Actualització d'Erlang a la versió R14
- Substitució de libjpeg per libjpeg-turbo
- Inclusió de l'eina virt-v2v
- Inclusió del framework Spice per al desplegament VDI
- Actualitzacions de Rakudo aplicació estrella de Perl 6
- NetBeans IDE actualitzat a la versió 6.9
- Inclusió de l'eina d'administració del sistema ipmiutil
- Inclusió d'una vista prèvia de l'entorn GNOME Shell

### Fedora 15
Fedora 15, anomenada "Lovelock", va ser llançada el 24 de maig del 2011
Característiques:
- Suport per a la gestió del tallafoc dinàmic amb interfície de DBus.
- Suport per a ecryptfs en authconfig.
- Actualització de GCC a la versió 4.6.x
- Actualització de GDB a la vesrsió 7.3
- Inclusió de GNOME 3 amb GNOME Shell.
- Actualització de Firefox a la versió 4
- Actualització de KDE a la versió 4.6
- Compressió del LiveCD amb LZMA.
- Substitució d'OpenOffice per LibreOffice.
- Actualització del llenguatge OCaml a la versió 3.12 i del seu compilador.
- Actualització de Python a la versió 3.2
- Actualització de RPM a la versió 4.9
- Actualització de Ruby on Rails a la versió 3.0.5
- /var/run i /var/lock poden ser montades com tmpfs
- Actualització de Xfce a la versió 4.8

## Historial de versions
| Versió (Nom en clau)                                                           | Llançament       | Final de la vida | Nucli  | GNOME |
| ------------------------------------------------------------------------------ | ---------------- | ---------------- | ------ | ----- |
| 1 (Yarrow)                                                                     | 5 novembre 2003  | 20 setembre 2004 | 2.4.22 | 2.4   |
| 2 (Tettnang)                                                                   | 18 maig 2004     | 11 abril 2005    | 2.6.5  | 2.6   |
| 3 (Heidelberg)                                                                 | 8 novembre 2004  | 16 gener 2006    | 2.6.9  | 2.8   |
| 4 (Stentz)                                                                     | 13 juny 2005     | 7 agost 2006     | 2.6.11 | 2.10  |
| 5 (Bordeaux)                                                                   | 20 març 2006     | 2 juliol 2007    | 2.6.15 | 2.14  |
| 6 (Zod)                                                                        | 24 octubre 2006  | 7 desembre 2007  | 2.6.18 | 2.16  |
| 7 (Moonshine)                                                                  | 31 maig 2007     | 13 juny 2008     | 2.6.21 | 2.18  |
| 8 (Werewolf)                                                                   | 8 novembre 2007  | 7 gener 2009     | 2.6.23 | 2.20  |
| 9 (Sulphur)                                                                    | 13 maig 2008     | 10 juliol 2009   | 2.6.25 | 2.22  |
| 10 (Cambridge)                                                                 | 25 novembre 2008 | 18 desembre 2009 | 2.6.27 | 2.24  |
| 11 (Leonidas)                                                                  | 9 juny 2009      | 25 juny 2010     | 2.6.29 | 2.26  |
| 12 (Constantine)                                                               | 17 novembre 2009 | 2 desembre 2010  | 2.6.31 | 2.28  |
| 13 (Goddard)                                                                   | 25 maig 2010     | 24 juny 2011     | 2.6.33 | 2.30  |
| 14 (Laughlin)                                                                  | 2 novembre 2010  | 8 desembre 2011  | 2.6.35 | 2.32  |
| 15 (Lovelock)                                                                  | 24 maig 2011     | 26 juny 2012     | 2.6.38 | 3.0   |
| 16 (Verne)                                                                     | 8 novembre 2011  | 12 febrer 2013   | 3.1    | 3.2   |
| 17 (Beefy Miracle)                                                             | 29 maig 2012     | 30 juliol 2013   | 3.3    | 3.4   |
| 18 (Spherical Cow)                                                             | 15 gener 2013    | 14 gener 2014    | 3.6    | 3.6   |
| 19 (Schrödinger's Cat)                                                         | 2 juliol 2013    | 6 gener 2015     | 3.9    | 3.8   |
| 20 (Heisenbug)                                                                 | 17 desembre 2013 | 23 juny 2015     | 3.11   | 3.10  |
| 21                                                                             | 9 desembre 2014  | 1 desembre 2015  | 3.17   | 3.14  |
| 22                                                                             | 26 maig 2015     | 19 juliol 2016   | 4.0    | 3.16  |
| 23                                                                             | 3 novembre 2015  | 20 desembre 2016 | 4.2    | 3.18  |
| 24                                                                             | 21 juny 2016     | 8 agost 2017     | 4.5    | 3.20  |
| 25                                                                             | 22 novembre 2016 | 12 desembre 2017 | 4.8    | 3.22  |
| 26                                                                             | 11 juliol 2017   | 29 maig 2018     | 4.11   | 3.24  |
| 27                                                                             | 14 novembre 2017 | 30 novembre 2018 | 4.13   | 3.26  |
| 28                                                                             | 1 maig 2018      | 28 maig 2019     | 4.16   | 3.28  |
| 29                                                                             | 30 octubre 2018  | 26 novembre 2019 | 4.18   | 3.30  |
| 30                                                                             | 30 abril 2019    | 26 maig 2020     | 5.0    | 3.32  |
| 31                                                                             | 29 octubre 2019  | 24 novembre 2020 | 5.3    | 3.34  |
| 32                                                                             | 28 abril 2020    | 25 maig 2020     | 5.6    | 3.36  |
| 33                                                                             | 27 octubre 2020  |                  | 5.8    | 3.38  |
| 34                                                                             | 27 abril 2021    |                  | 5.11   | 40    |
| 35                                                                             | 19 octubre 2021  |                  |        |       |
| Llegenda:Versió antigaVersió antiga, amb suportDarrera versióProper llançament |                  |                  |        |       |

1. ↑  En el moment del llançament. Els llançaments compatibles sovint s'actualitzen a l'última versió estable del nucli de Linux.[62]

Unable to compile EasyTimeline input:

Timeline generation failed: 1 error found

Line 50:    at:26/03/2025 color:today width:0.1

- LineData attribute 'at' invalid.

```
 Date '26/03/2025' not within range as specified by command Period.

```

## Galeria

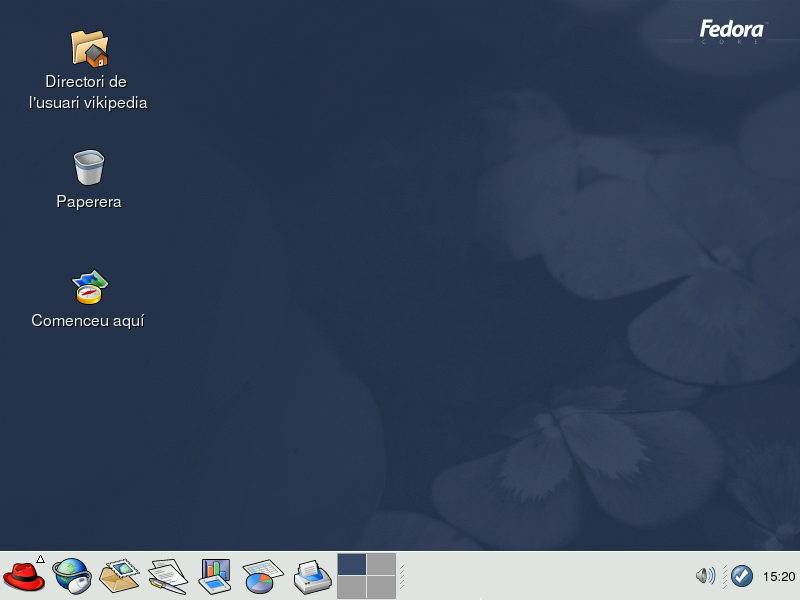
Fedora Core 1
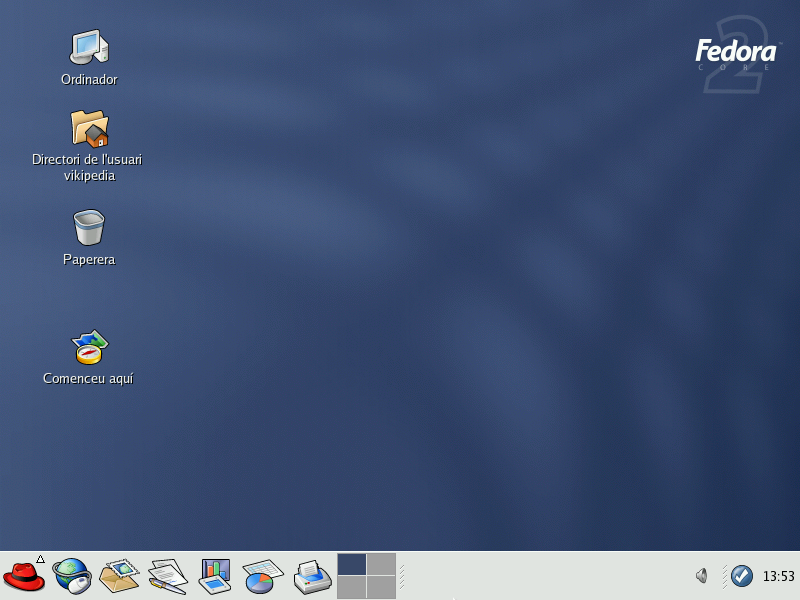
Fedora Core 2
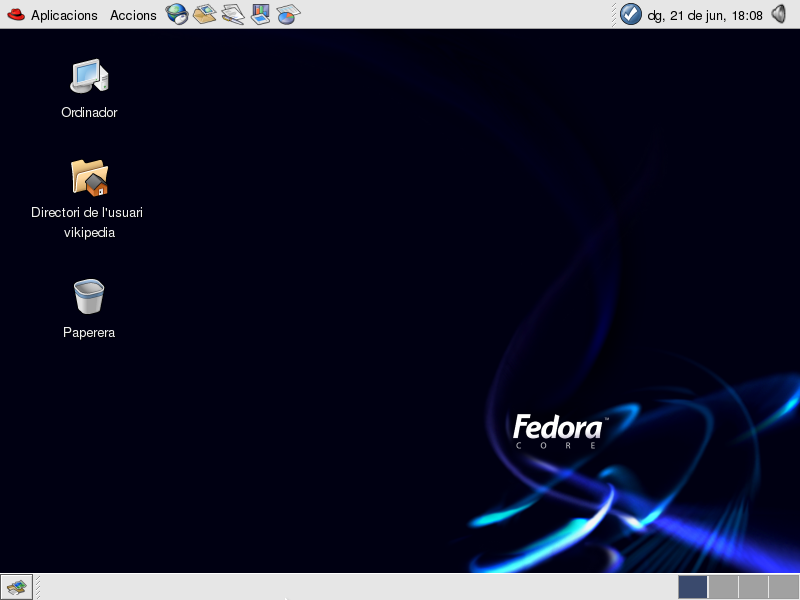
Fedora Core 3
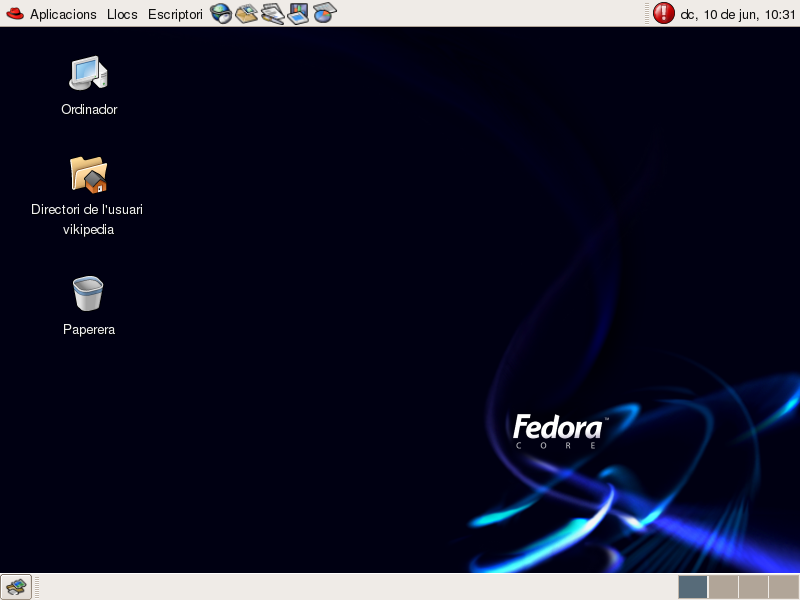
Fedora Core 4
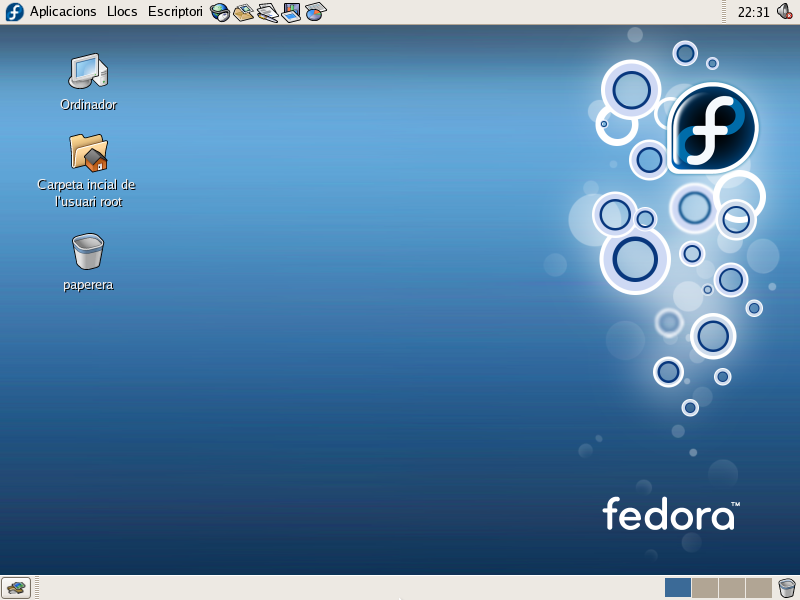
Fedora Core 5
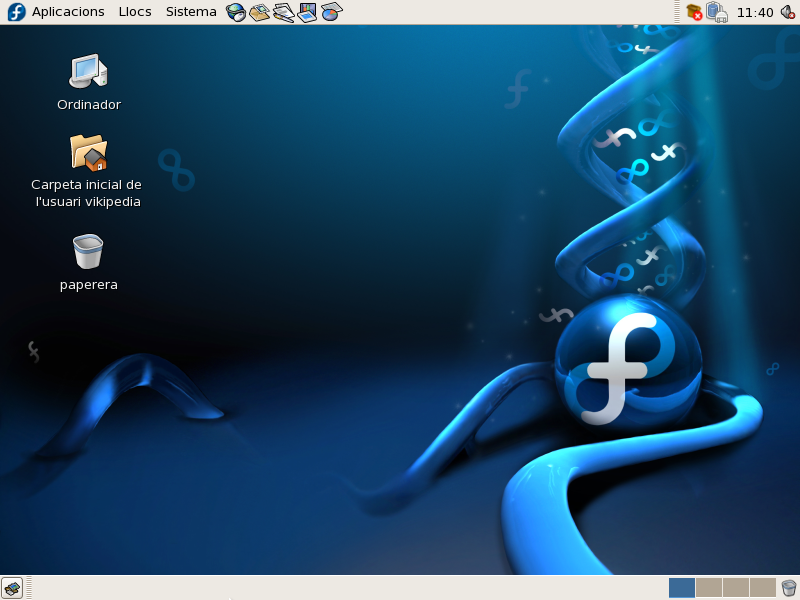
Fedora Core 6
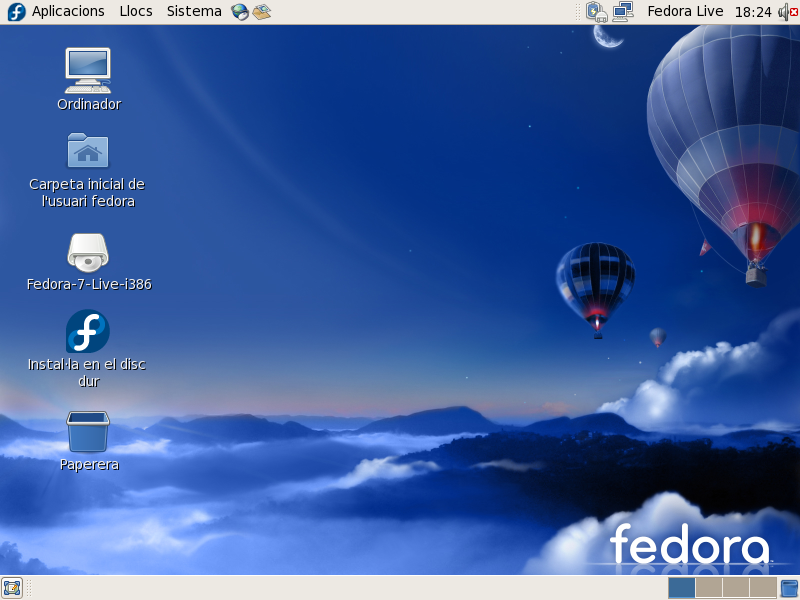
Fedora 7
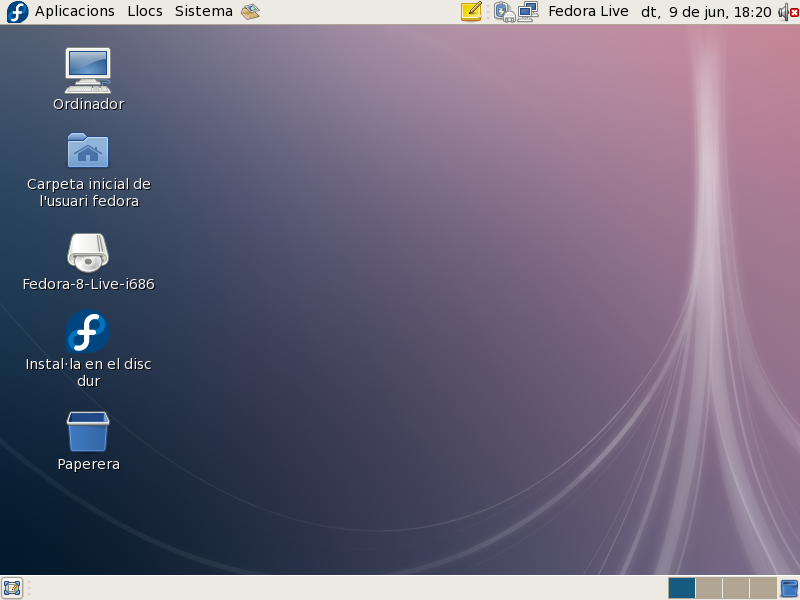
Fedora 8
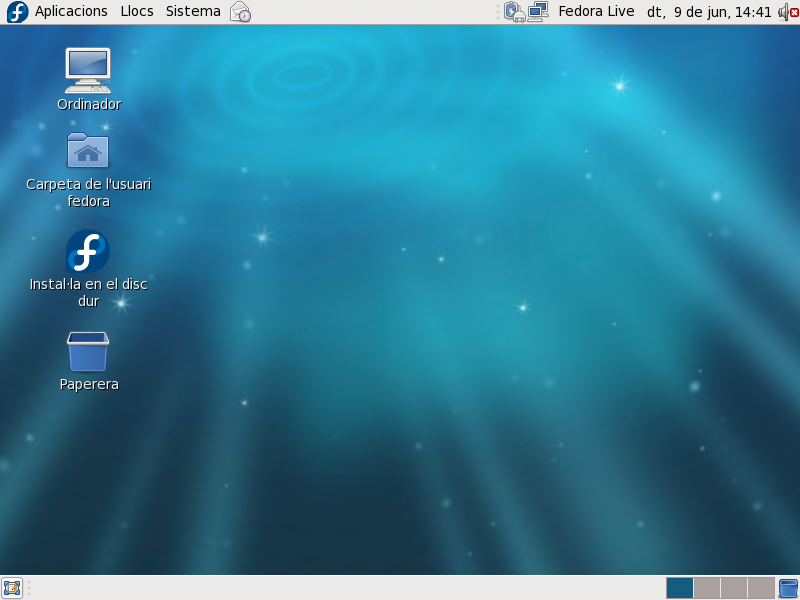
Fedora 9
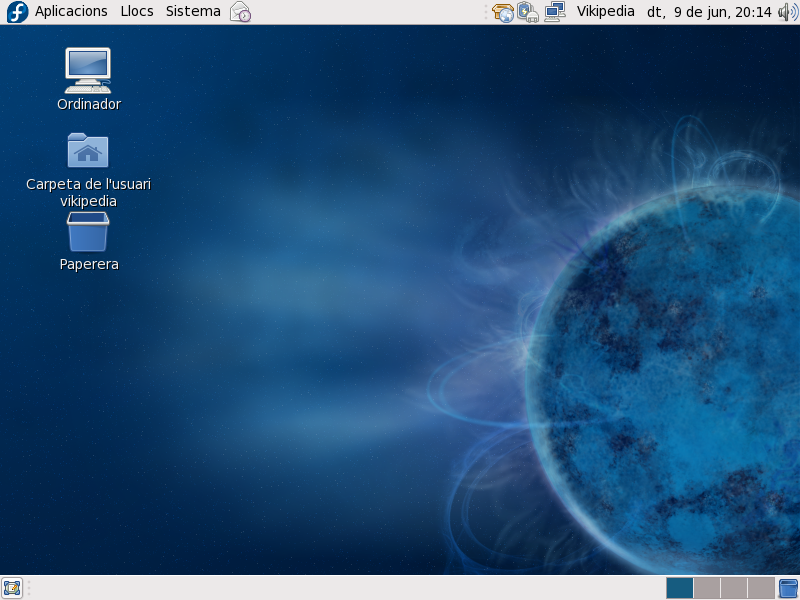
Fedora 10
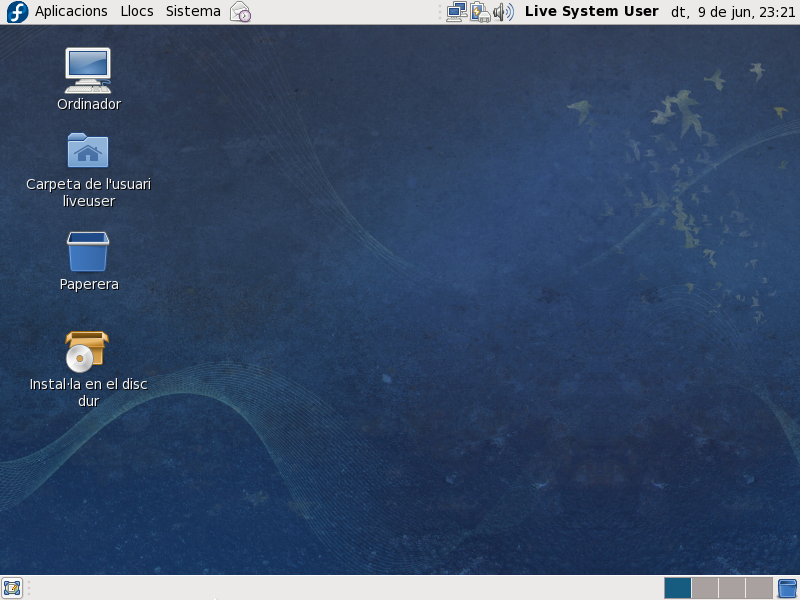
Fedora 11
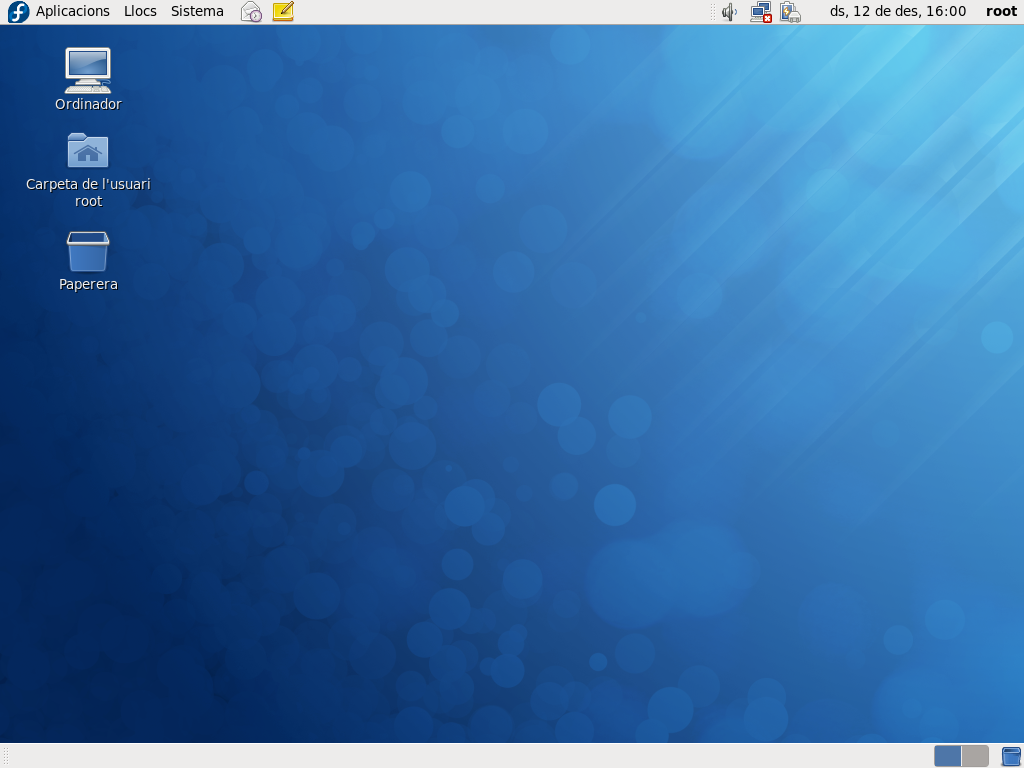
Fedora 12
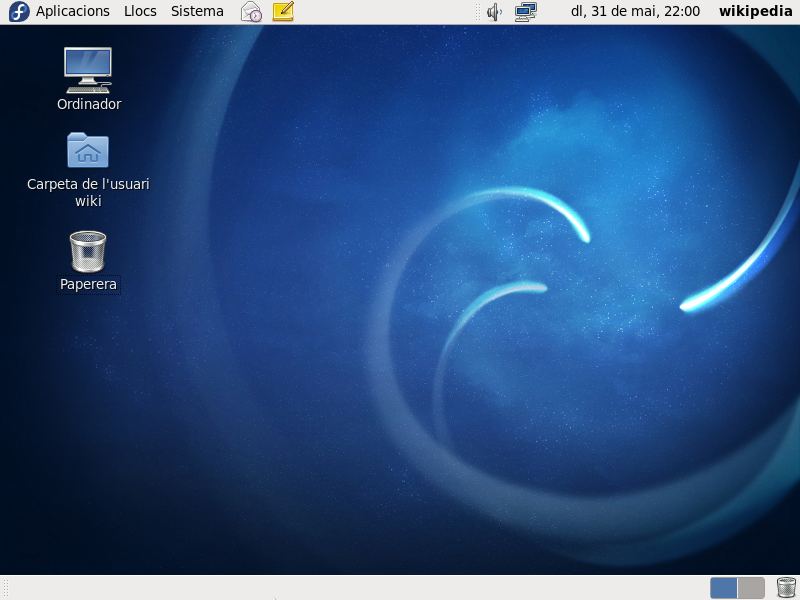
Fedora 13
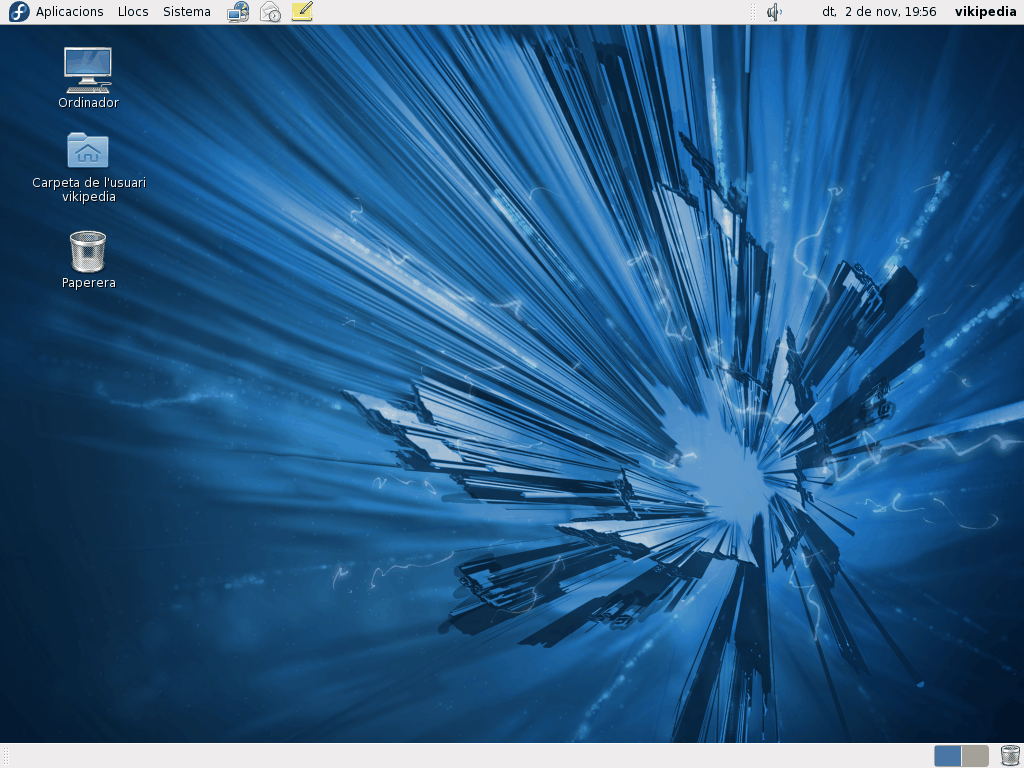
Fedora 14